# NGC 6329
NGC 6329 (również PGC 59894 lub UGC 10771) – galaktyka eliptyczna (E), znajdująca się w gwiazdozbiorze Herkulesa. Odkrył ją Édouard Jean-Marie Stephan 11 lipca 1876 roku.